# Oscar Ohlis
Oscar Erik Bengtsson Ohlis, född 13 maj 1983 i Vörå i Finland, är en finlandssvensk politiker och tjänsteman. Ohlis fungerade som förbundsordförande för SFP:s ungdomsorganisation Svensk Ungdom åren 2008-2010. Till utbildningen är Ohlis Politices Magister från Åbo Akademi i Vasa.
Oscar Ohlis utexaminderades Vörå samgymnasium år 2002 och inledde efter avslutad militärtjänstgöring studier vid Samhälls- och vårdvetenskapliga fakulteten vid Åbo Akademi i Vasa. Ohlis kom att bli ordförande för Åbo Akademis Studentkårs avdelning i Vasa 2007.  
Året därpå meddelade Ohlis att han ställer upp som kandidat till ordförandeposten i Svensk ungdom. Under den därpå följande kongressen besegrade han sittande ordförande Minna Lindberg i en omröstning om ordförandeposten. Ohlis hade tidigare innehaft vice ordförandeposten i Svensk Ungdom. 
Ohlis är sedan 2008 invald i stadsfullmäktige i Vasa och medlem av Österbottens landskapsfullmäktige.
I valet till Europaparlamentet år 2009 samlade Ohlis 1205 röster.
Oscar Ohlis är öppet homosexuell.
Ohlis var Vegas sommarpratare år 2014.